# Đảo chính ngày 18 tháng Sương mù
Đảo chính ngày 18 tháng Sương mù là cuộc đảo chính đưa Tướng Napoléon Bonaparte lên làm Tổng tài thứ nhất của Pháp, kết thúc cuộc Cách mạng Pháp. Nó xảy ra ngày 9 tháng 11 năm 1799, tức là 18 tháng Sương mù (Brumaire), Năm VIII theo lịch Cộng hòa Pháp. Cuộc đảo chính dẫn đến việc thành lập Đế chế Pháp thứ nhất.

## Bối cảnh
Sau khi Áo tuyên chiến với Pháp vào ngày 12 tháng 3 năm 1799, các biện pháp khẩn cấp được áp dụng và phe Jacobin ủng hộ chiến tranh đã giành chiến thắng trong cuộc bầu cử tháng Tư. Với việc Napoléon và quân đội mạnh nhất của Pháp tham gia chiến dịch Ai Cập và Syria, Pháp đã phải chịu nhiều tổn thất trên chiến trường vào mùa xuân và mùa hè năm 1799. Phái Jacobin bị lật đổ trong Cuộc đảo chính 30 tháng Đồng Cỏ năm VII (ngày 18 tháng 6 theo lịch Gregory) và đưa Emmanuel Joseph Sieyès, một thành viên của Hội đồng Đốc chính (Directory) do 5 người cầm quyền, trở thành nhân vật nắm quyền trong chính phủ. Tình hình quân sự của Pháp được cải thiện sau Trận Zurich thứ hai, diễn ra ngày 25-26 tháng 9. Khi viễn cảnh xâm lược được đẩy lùi, phái Jacobin lo sợ sự hồi phục của phe Bảo hoàng. Khi Napoléon trở về Pháp vào ngày 9 tháng 10, ông được cả hai phe ca ngợi là vị cứu tinh của đất nước.
Ấn tượng trước thành công của các chiến dịch của Napoléon ở Trung Đông, sự đón nhận của công chúng đã thuyết phục Sieyès rằng không thể thiếu đi Napoléon trong kế hoạch đảo chính của của ông. Tuy nhiên, ngay từ khi trở về, Napoléon đã lên kế hoạch cho một cuộc đảo chính khác bên trong cuộc đảo chính của Sieyès, đến cuối giành quyền lực cho bản thân, hơn là cho Sieyès.
Trước cuộc đảo chính, quân đội đã được triển khai một cách dễ dàng xung quanh Paris. Kế hoạch đầu tiên là thuyết phục các thành viên Hội đồng Đốc chính từ chức, rồi sau đó yêu cầu Viện Nguyên Lão và Hội đồng Năm Trăm (lần lượt là thượng viện và hạ viện của cơ quan lập pháp) bổ nhiệm một ủy ban để thành lập một bản hiến pháp có lợi cho cuộc đảo chính.

## Sự kiện ngày 18 tháng Sương mù, Năm VIII

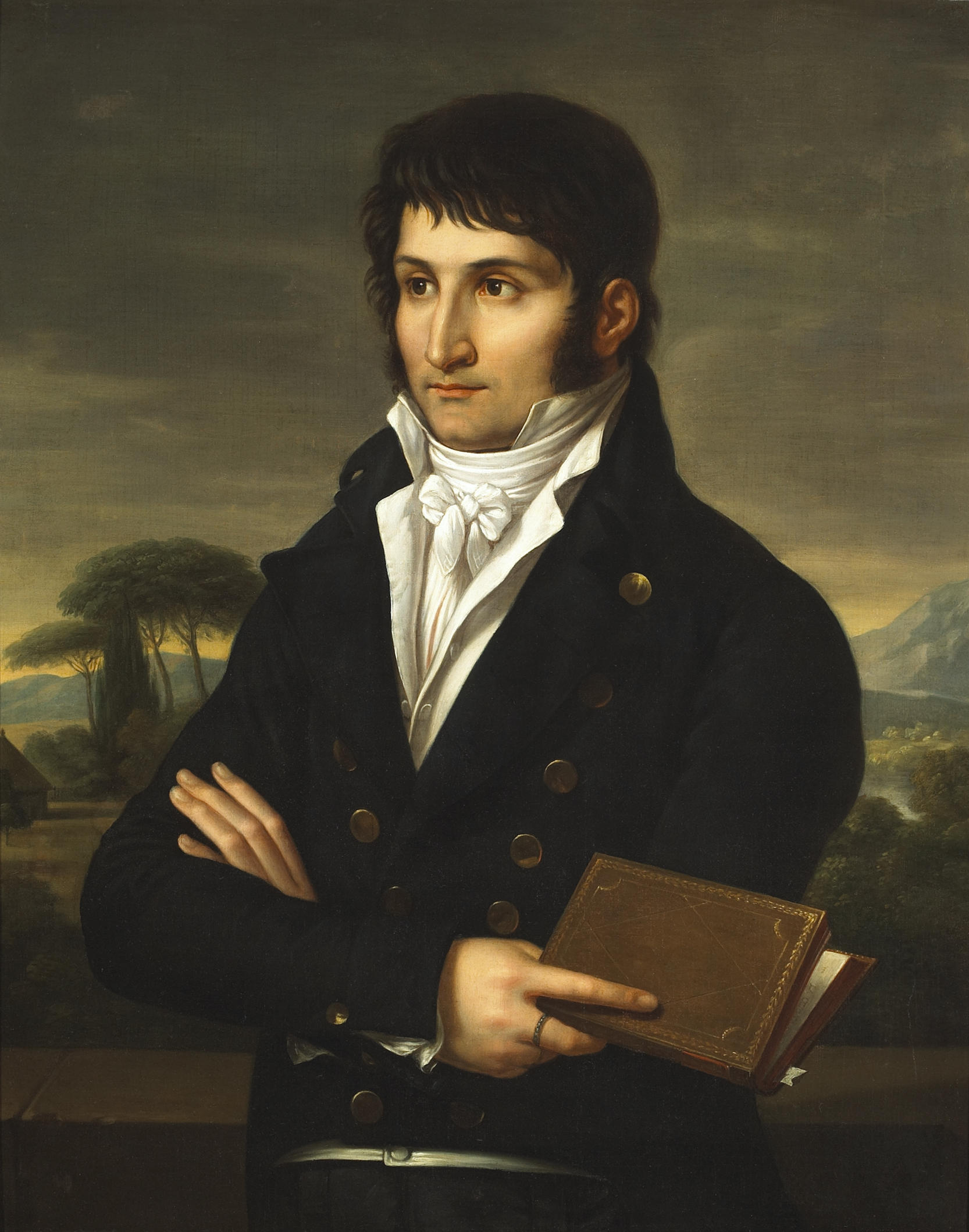
Lucien Bonaparte, Chủ tịch Hội đồng Năm Trăm, người đã lên xây dựng kế hoạch cho cuộc đảo chính đưa anh trai mình là Napoléon lên nắm quyền

Sáng ngày 18 tháng Sương mù (18 Brumaire), Lucien Bonaparte đã thuyết phục được Hội đồng rằng phái Jacobin đang thực hiện cuộc đảo chính ở Paris, và đưa họ đến "nơi an toàn" là Château de Saint-Cloud ở vùng ngoại ô. Napoléon chịu trách nhiệm cho sự an toàn của cả hai Hội đồng và được giao quyền chỉ huy tất cả các binh lính sở hữu.
Sau đó, Emmanuel Joseph Sieyès và Roger Ducos từ chức Giám đốc. Cựu Bộ trưởng Bộ Ngoại giao thứ 2 Charles Maurice de Talleyrand-Périgord, một đồng minh thân cận của Napoléon, đã gây áp lực buộc Paul Barras từ chức.
Việc ba trong số năm thành viên từ chức vào ngày đầu tiên của cuộc đảo chính đã ngăn chặn số đại biểu và từ đó đã bãi bỏ Hôi đồng Đốc chính năm người, nhưng hai thành viên, người của phái Jacobin là Louis-Jérôme Gohier và Jean-François-Auguste Moulin, tiếp tục phản đối kịch liệt. Cả hai đều bị bắt vào ngày thứ hai bởi Jean Victor Marie Moreau, và đến hôm sau, buộc phải từ bỏ sự phản đối.
Ngược lại với Hội đồng Đốc chính, Thượng viện và Hạ viện vẫn chưa bị đe dọa và vẫn tiếp tục họp.

## Sự kiện ngày 19 tháng Sương mù
Đến hôm sau, phần lớn các đại biểu nhận ra rằng họ đang phải đối mặt với một cuộc đảo chính có chủ đích chứ không phải là đang được bảo vệ khỏi một cuộc nổi dậy của phái Jacobin. Napoléon xông vào các căn phòng cùng với một toán lính ném lựu đạn nhỏ. Viện Nguyên Lão hết sức kháng cự "bất chấp một sự phô diễn sức mạnh quân sự to lớn." Anh ta đã gặp những sự truy vấn khi nói với họ về "sự thật của quê nhà" như "Cộng hòa không có chính phủ" và, rất có thể, "Cách mạng đã kết thúc." Một người hỏi: "Còn Hiến pháp thì sao?" Napoléon trả lời, đề cập đến các cuộc đảo chính quốc hội trước đó, "Hiến pháp! Chính các anh đã phá hoại nó. Các anh đã vi phạm nó vào ngày 18 tháng Quả; các anh đã vi phạm nó ngày 22 tháng Hoa; anh đã vi phạm nó vào ngày 30 tháng Đồng cỏ. Nó không còn được tôn trọng bởi bất kỳ ai cả!".

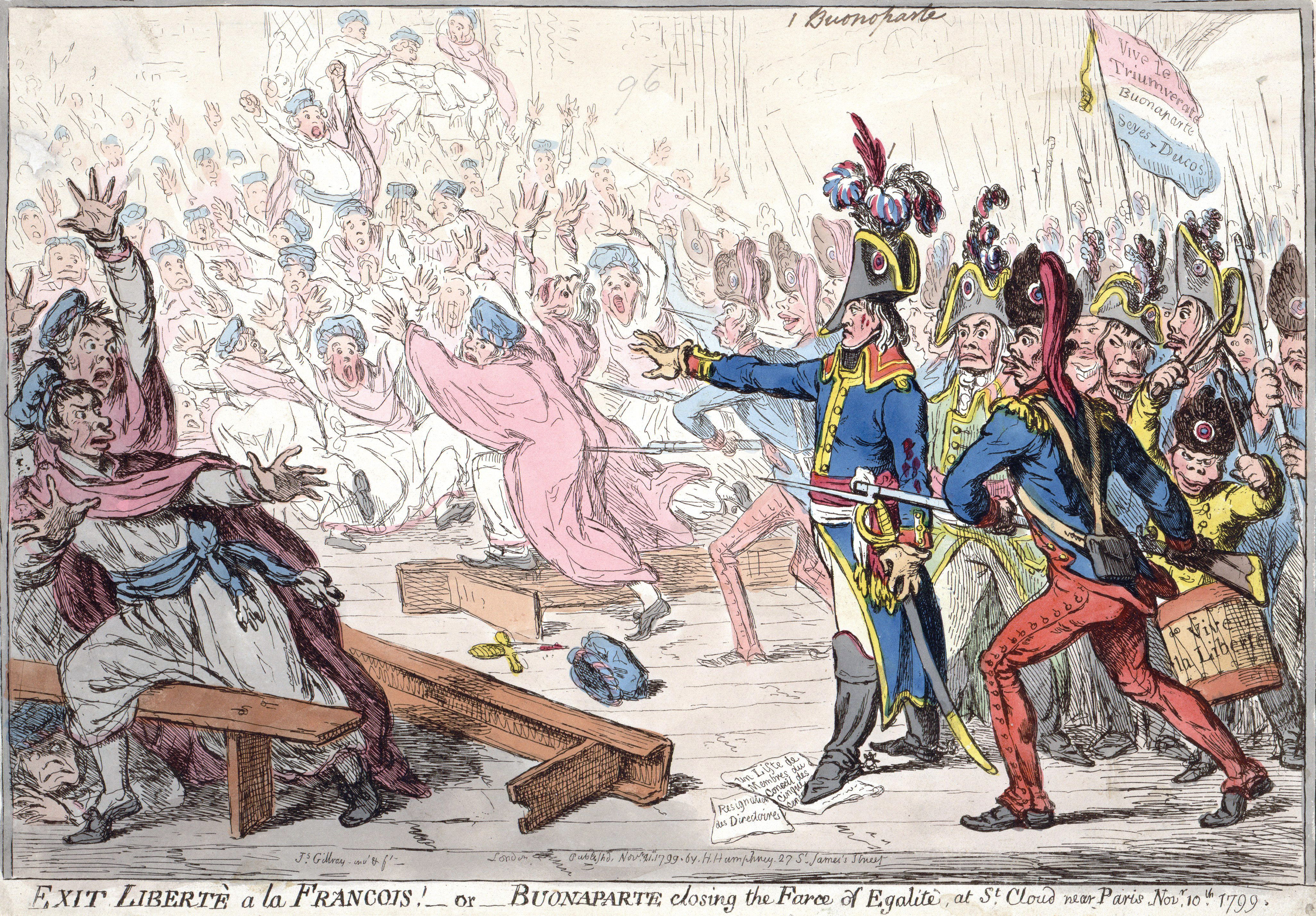
Trong bức Exit liberté à la François (1799), James Gillray vẽ tranh biếm họa về Napoléon và lính ném lựu đạn của ông ta đưa Hội đồng Năm trăm ra khỏi Orangerie

Hội đồng Năm trăm còn tiếp đón một cách thù địch hơn. Lính ném lựu đạn của Napoléon bước vào đúng lúc phái Jacobin đang thách thức tính hợp pháp của việc Barras từ chức. Khi bước vào, Napoléon đầu tiên bị chèn ép, sau đó bị tấn công. Theo một số lời kể lại, anh ta gần như đã ngất xỉu. Em trai Lucien của Napoléon, chủ tịch hội đồng, kêu gọi những người lính ném lựu đạn bảo vệ tướng của họ. Napoléon cuối cùng thoát ra được, nhưng chỉ sau khi sử dụng vũ lực quân sự.
Đề nghị được đưa ra trong Hội đồng Năm Trăm để tuyên bố Napoléon là kẻ sống ngoài vòng pháp luật. Lúc này, Lucien Bonaparte đã thoát ra khỏi căn phòng và nói với những người lính bảo vệ Hội đồng rằng nhiều thành viên Hội đồng Năm trăm đang bị đe dọa bởi một nhóm đại biểu có dao găm. Theo Michael Rapport, "Anh ta chỉ vào khuôn mặt xanh xao, đẫm máu của Napoléon để làm bằng chứng. Sau đó, anh ta lấy một thanh kiếm và nói sẽ đâm xuyên trái tim của chính anh trai mình nếu anh ta là một kẻ phản bội." Lucien ra lệnh cho quân đội bắt các đại biểu bạo lực ra khỏi phòng. Lính ném lựu đạn dưới sự chỉ huy của Tướng Joachim Murat đã tiến vào trong Orangerie và giải tán hội đồng.
Viện Nguyên Lão thông qua một sắc lệnh hoãn Hội đồng trong ba tháng, bổ nhiệm Napoléon, Sieyès và Ducos làm các Tổng tài tạm thời, được đặt tên là Corps législatif. Một số thành viên của Hội đồng Năm Trăm, giúp cho các biện pháp này được hội đồng xác nhận. Các hội đồng từ đó sụp đổ.

## Kết cục

### Cuộc đảo chính kết thúc
Với việc đánh bại các Hội Đồng, những người chủ mưu triệu tập hai ủy ban, mỗi ủy ban gồm 25 đại biểu từ hai Hội đồng. Những người đảo chính đã đe dọa các ủy ban, ép tuyên bố thành lập một chính phủ lâm thời, hình thức đầu tiên của chế độ tổng tài với Napoléon, Sieyès và Ducos làm các Tổng tài. "Một sự kết hợp tồi tệ của vũ lực và sự bất chính, 18 tháng Sương mù tuy nhiên đã không bị lên án, mà thậm chí được hoan nghênh. Mệt mỏi sau cuộc cách mạng, họ không cần cái gì hơn là sự lãnh đạo vững chắc." Sự kháng cự của các quan chức Jacobin ở các tỉnh nhanh chóng bị dập tắt. Hai mươi đại biểu Jacobin bị lưu đày, và những người khác bị bắt. Các ủy ban sau đó đã đưa ra "bản Hiến pháp ngắn và tối nghĩa của Năm VIII", bản hiến pháp đầu tiên trong số các bản hiến pháp kể từ Cách mạng mà không có Tuyên bố về Quyền.
Bonaparte từ đó đã hoàn thành cuộc đảo chính bên trong một cuộc đảo chính bằng cách thông qua một hiến pháp theo đó Tổng tài thứ nhất, vị trí mà ông chắc chắn sẽ nắm giữ, có quyền lực lớn hơn hai người kia. Đặc biệt, ông chỉ định Thượng viện, và Thượng viện giải thích hiến pháp. Tổ chức Sénat conservateur cho phép ông cai trị bằng sắc lệnh, vì vậy các Conseil d'État và Tribunat độc lập hơn đã bị hạ xuống vị trí không còn quan trọng. Cuối cùng, nó đã dẫn đến sự trỗi dậy của Đế chế Pháp thứ nhất.

### Nhận xét của Karl Marx
Năm 1852, Karl Marx viết tác phẩm 18 tháng Sương mù của Louis Bonaparte về một sự kiện sau này, cuộc đảo chính năm 1851 của Napoléon III, cháu trai của Napoléon, chống lại Cộng hòa thứ hai. Marx xem Louis Napoleon một nhà chính trị tầm thường so với người bác chinh phục thế giới của mình, như trong câu nói Marx: "Hegel nhận xét ở đâu đó rằng tất cả các sự kiện và nhân vật lịch sử vĩ đại thế giới đã xuất hiện, có thể nói, hai lần. Ông ta quên nói thêm: lần thứ nhất là một bi kịch, còn lần thứ hai thì là trò hề."
 